# Living Things (album của Linkin Park)
Living Things là album phòng thu thứ năm của ban nhạc rock Mỹ Linkin Park. Nó được phát hành bởi Warner Bros. Records và Machine Shop vào ngày 20 tháng 6 năm 2012, tại Nhật Bản và trên toàn thế giới trong tuần tiếp theo. Sản xuất được đảm nhận bởi giọng ca Mike Shinoda và Rick Rubin, cả hai đều đồng sản xuất hai album phòng thu trước đó của ban nhạc, Minutes to Midnight (2007) và A Thousand Suns (2010). Living Things sẽ là album cuối cùng của họ do Rubin sản xuất.
Ban nhạc tuyên bố rằng Living Things kết hợp các yếu tố từ bốn album phòng thu trước của họ để tạo ra một âm hưởng mới. Họ cho biết cuối cùng họ đã cảm thấy mình đang ở trong "vùng quen thuộc" và "thoải mái với chính mình" sau nhiều năm thử nghiệm, kết quả là hai album phòng thu trước đó của họ, Minutes to Midnight và A Thousand Suns. Living Things được chọn làm tiêu đề của album vì có nhiều chủ đề cá nhân trong album.
Đĩa đơn chính của album, "Burn It Down", được gửi đến đài phát thanh và phát hành cho các nhà bán lẻ nhạc số vào ngày 16 tháng 4 năm 2012. Living Things đứng đầu bảng xếp hạng Billboard 200 với doanh thu 223.000 bản tại Hoa Kỳ trong tuần lễ ra mắt. Đĩa đơn thứ hai cho album, "Lost in the Echo", được phát hành vào ngày 19 tháng 10 năm 2012. Đĩa đơn thứ ba "Powerless" được phát hành vào ngày 31 tháng 10 năm 2012. Đĩa đơn thứ tư và cũng là đĩa đơn cuối cùng của album, "Castle of Glass", được phát hành dạng vật lý vào ngày 1 tháng 2 năm 2013. Album đã được chứng nhận Bạch kim bởi RIAA vào tháng 8 năm 2017.

## Hoàn cảnh và thu âm
Quá trình thu âm của Living Things bắt đầu vào tháng 3 năm 2011 và kết thúc vào tháng 4 năm 2012. Vào tháng 6 năm 2011, ca sĩ chính Chester Bennington đã tiết lộ với Kerrang! rằng Linkin Park đã bắt đầu tạo ra sản phẩm mới cho album thứ năm của họ. Ông giải thích, "Chúng tôi đã bắt đầu làm việc để tạo ra một đĩa nhạc mới hai tháng qua. Âm nhạc thật tuyệt và chúng tôi đang đi trước dự tính. Không có nhiều bài ồn ào, nhưng có rất nhiều bài hát hay." 
Giọng ca chính kiêm rapper của ban nhạc, Mike Shinoda, và Rick Rubin trở thành nhà sản xuất cho album. "Thông thường, chúng tôi sẽ có một cuộc họp mỗi tuần để nghe những bài hát họ đang suy nghĩ và nói về chúng. Trong giai đoạn đầu của dự án, họ đã tiến xa hơn nhiều so với hai album trước của chúng tôi. Trong A Thousand Suns vẫn còn rất nhiều điểm chưa được tôi luyện hoàn chỉnh. Chúng tôi biết điều đó, 'Được rồi, chúng tôi không thể làm mãi một việc. Hãy để lô này lại và chúng tôi sẽ quay lại và giải quyết nó sau khi chúng tôi bắt đầu lại '" , Rubin nói. Bennington giải thích rằng Rubin "cho chúng tôi không gian để là chính mình và tự làm việc... Anh ấy đưa cho chúng tôi một mô tả rõ ràng và ngắn gọn về những thứ anh ấy thích... Anh ấy muốn chúng tôi thúc đẩy bản thân tiếp nhận một cách mới mẻ hơn về thứ âm hưởng cụ thể đó."  Ông cũng nói rằng Shinoda hướng dẫn ban nhạc trong quá trình thực hiện từng bài hát, và gọi sự hợp tác của Shinoda và Rubin là "tấm vé vàng của chúng tôi."
Vào tháng 7 năm 2011, Bennington nói với Rolling Stone rằng Linkin Park đặt mục tiêu sản xuất một album mới sau mỗi mười tám tháng, và ông sẽ rất ngạc nhiên nếu một album mới không được tung ra vào năm 2012. Ban nhạc tiếp tục thu âm và sản xuất sản phẩm mới ngay cả khi đang lưu diễn. Bennington nhận xét về lịch trình của Linkin Park, nói rằng, "Lưu diễn trong hai năm là rất nhiều. Khi chúng tôi lưu diễn trong hai năm, ngay cả người kiên cường nhất trong ban nhạc, vào cuối thời gian đó, đã rất kiệt quệ."  Ông nói rõ thêm về ý tưởng của họ trong một cuộc phỏng vấn với MTV rằng, "Chúng tôi đã có một khởi đầu thực sự tuyệt vời. Chúng tôi có một số bản nhạc tuyệt vời, một số ý tưởng hay. Sự sáng tạo đã liên tục tuôn chảy trong chúng tôi trong vài năm qua."  Sau đó, ông tiết lộ trong một cuộc phỏng vấn khác vào tháng 9 năm 2011 rằng ban nhạc vẫn đang trong giai đoạn đầu của album tiếp theo, nói rằng "Chúng tôi chỉ mới bắt đầu. Chúng tôi muốn giữ cho nguồn cảm hứng sáng tạo luôn chảy, vì vậy chúng tôi cố gắng duy trì điều đó mọi lúc... chúng tôi thích hướng đi mà chúng tôi đang đi."  Shinoda nói với Complex rằng họ đã dành một năm để làm album,  cũng như trau chuốt âm nhạc của album, nói rằng "Nó không làm mất đi sự sáng tạo của những thứ mới hơn và nó còn mang lại năng lượng của những thứ cũ hơn. đồ đạc. Đó kiểu như là một loại âm hưởng toàn diện. Tôi cảm thấy như chúng tôi đã có thể lấy tất cả những gì chúng tôi đã học được từ trước đến giờ và kết hợp tất cả lại với nhau trong mỗi bài hát và vẫn giữ cho nó luôn mới mẻ và có tư duy hướng về tương lai."
Shinoda đã nói chuyện với Co.Create về nghệ thuật của album, nói rằng nó sẽ "thổi bay [người hâm mộ] đi... một người bình thường sẽ không thể nhìn vào nó và chấp nhận, tôi hiểu rằng nó hoàn toàn mới, không chỉ về hình ảnh mà cả cách hình ảnh được tạo ra cũng hoàn toàn mới."  Ban nhạc đã trải qua quá trình quét toàn thân 360 độ cho nhiều video lời bài hát và ảnh bìa cho album. Tranh ảnh của album được phát hành vào ngày 16 tháng 4 năm 2012, cùng với đĩa đơn đầu tiên của album, "Burn It Down".

## Sáng tác
Trong một cuộc phỏng vấn được đăng trên tạp chí Kerrang! ngày 21 tháng 3 năm 2012, Bennington tuyên bố rằng ban nhạc đã trở lại vùng 'quen thuộc' hơn trong đĩa nhạc mới của họ, nói rằng "với album [mới] này, chúng tôi đã kết hợp rất nhiều nhạc guitar với những đoạn điệp khúc dài và nội dung điện tử nặng hơn để mang lại cảm giác của một bức tường âm thanh thực sự lớn mà không thiên về thể loại metal nhiều quá. Điều này sẽ khiến mọi người cảm thấy quen thuộc hơn so với A Thousand Suns." Bennington cũng nói rằng lời bài hát của album mới sẽ mang tính cá nhân và tránh mang tính chính trị, thêm vào đó "Chúng tôi đã viết rất nhiều ca từ về các mối quan hệ."   Bennington và Shinoda lặp lại những tuyên bố tương tự trong một cuộc phỏng vấn với Spin, với Shinoda nói rằng "Giờ đây chúng tôi biết rằng chúng tôi có các kỹ năng và công cụ để cầm lấy những ý tưởng đó và biến chúng thành những gì chúng tôi thực sự đang tìm kiếm, thay vì dấn sâu vào nó và khám phá ra rằng nó thực sự chỉ nghe giống nhạc nü-metal. Chúng tôi sẽ luôn cảm thấy khó chịu với thể loại nhạc đó, nhưng chúng tôi có thể lấy các yếu tố đó và tái tạo lại cảm xúc, làm cho nó mới mẻ."  Cả hai đã cho xem trước năm bài hát trong album, cũng như thông báo rằng họ đã hợp tác với nhạc sĩ người Canada Owen Pallett.  Các ca sĩ cũng nói rằng họ đã mang vào nhiều ảnh hưởng và chủ đề cho album, đặc biệt là về con người.
Bennington nói với Live 105 rằng ban nhạc đang "đón nhận mọi thứ mà [họ] đã từng làm ra trong quá khứ," lấy những "tác phẩm hay nhất" trong bốn album trước của họ và "ghép chúng vào đĩa nhạc mới này."  Shinoda giải thích trong một cuộc phỏng vấn với NME rằng album sẽ không trở lại với âm hưởng nu metal của họ, tuy nhiên ông đảm bảo rằng đĩa nhạc sẽ "trở lại nguồn gốc của chúng tôi và nó ghi lại những cảm xúc mà chúng tôi đã không còn cảm thấy sau nhiều năm."  Ông cũng phát biểu tương tự với Bennington về việc kết hợp các yếu tố của cả bốn album, nói rằng, "Chúng tôi đã học được rất nhiều điều từ tất cả các album mà chúng tôi đã thực hiện, vì vậy chúng tôi đã lấy tất cả những gì chúng tôi đã học và phối tất cả thành một."  Shinoda nói rằng album này "tập trung vào rap" hơn so với hai album trước của họ.  Shinoda nói với Musique Mag rằng ban nhạc muốn album "có nhiều năng lượng hơn [và] phụ thuộc vào giai điệu hơn", trái ngược với album trước của họ, A Thousand Suns, nó giống một đĩa nhạc ý tưởng hơn.
Ban nhạc đã nhận nhiều ảnh hưởng và cảm hứng cho Living Things . Shinoda nói với Rolling Stone rằng "Castle of Glass", "Skin to Bone" và "Roads Untraveled" chứa đựng những âm nhạc dân gian chịu ảnh hưởng từ các tác phẩm của Bob Dylan, cũng như những cảm hứng của Dylan. Trong ca khúc thứ bảy "Victimized", được Rolling Stone mô tả là "ca khúc hung dữ nhất của ban nhạc trong nhiều năm",  bị ảnh hưởng bởi các ban nhạc punk rock như Pennywise và Dirty Rotten Imbeciles. Shinoda đề cập rằng nội dung tối thiểu của nhiều bài hát punk rock đã ảnh hưởng đến độ ngắn của "Victimized". Giống như hai album đầu tiên của ban nhạc, ca khúc áp chót ("Tinfoil") là một bài nhạc cụ. Brad Delson, tay guitar của ban nhạc, góp giọng hát trong ca khúc thứ mười "Until It Breaks", đó là ý tưởng của Delson.  Album khám phá các thể loại alternative rock, electronic rock và rap rock.

## Phát hành và quảng bá

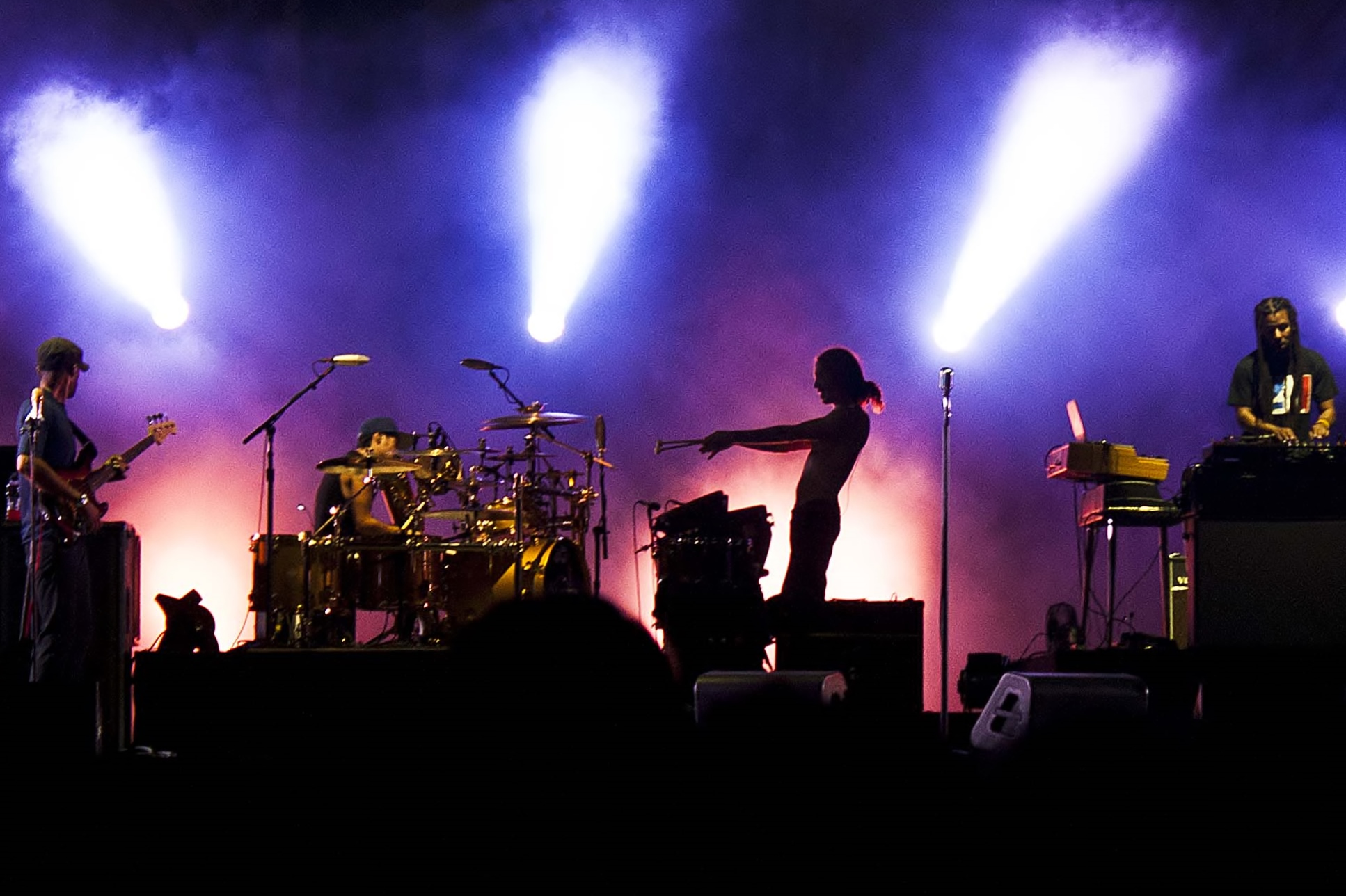
Linkin Park đã bắt tay với ban nhạc rock Mỹ Incubus (ảnh) và Mutemath trong 2012 Honda Civic Tour.

Ban nhạc đã đi lưu diễn với Incubus và Mutemath trong Honda Civic Tour 2012. Buổi biểu diễn của ban nhạc tại Nhà hát Admiralspalast ở Berlin, Đức đã được thu âm và chiếu tại rạp vào ngày 25 tháng 6 năm 2012 chỉ trong một đêm. Ban nhạc đã thực hiện một buổi hòa nhạc riêng tại Thế vận hội X 2012 ở Los Angeles. Vào ngày 23 tháng 7 năm 2012, Linkin Park thông báo họ sẽ lưu diễn tại Nam Phi lần đầu tiên, biểu diễn tại Johannesburg và Cape Town vào tháng 11 năm 2012.
Vào ngày 28 tháng 3 năm 2012, Shinoda xác nhận rằng đĩa đơn đầu tiên của album là " Burn It Down ". Vào ngày 11 tháng 4 năm 2012, nó được xác nhận rằng nó sẽ được gửi để phát sóng trên radio và phát hành bản tải xuống kỹ thuật số iTunes vào ngày 16 tháng 4 năm 2012. Shinoda cũng xác nhận rằng họ đang quay một video âm nhạc cho bài hát, với người xoay đĩa của ban nhạc là Joe Hahn đạo diễn video. Ban nhạc đã hợp tác với đội Lotus F1 để tạo ra một ứng dụng iPad đua âm nhạc có tên Linkin Park GP, nơi người chơi lái một chiếc Lotus E20 và tương tác với môi trường cho phép người chơi tạo ra một bản phối lại của "Burn It Down". Video âm nhạc cho "Burn It Down" ra mắt trên MTV vào ngày 24 tháng 5 năm 2012.
Vào ngày 15 tháng 4 năm 2012, Mike Shinoda đã cập nhật trên blog xác nhận rằng tên album mới là Living Things và album sẽ có sẵn để đặt hàng trước thông qua trang web của họ, bắt đầu từ ngày 16 tháng 4. Living Things được phát hành vào ngày 26 tháng 6 năm 2012. Đặt hàng trước cho album bắt đầu vào ngày 17 tháng 4 năm 2012; khi mua, người hâm mộ sẽ được đăng ký Living Things Remix, những bài hát được phối lại từ album. Để ăn mừng việc phát hành Living Things, ban nhạc đã hợp tác với trang web phát nhạc trực tuyến Spotify để phát hành các bản tổng hợp trực tiếp của từng thời đại album.
Vào ngày 9 tháng 5 năm 2012, một trò chơi săn tìm rác thải (scavenger hunt) tương tác trên toàn thế giới đã bắt đầu. Shinoda tuyên bố khi sắp kết thúc trò chơi vào ngày 23 tháng 5 năm 2012, rằng ông sẽ gọi cho DJ Zane Lowe của BBC Radio 1 vào ngày hôm sau để công chiếu một bài hát mới từ Living Things, cũng là kết quả cuối cùng của trò chơi. Bài hát ra mắt lần đầu trên BBC Radio 1 vào ngày 24 tháng 5 năm 2012 là bài hát thứ tư của album, "Lies Greed Misery".
Vào ngày 4 tháng 6 năm 2012, video lời bài hát chính thức của "Lies Greed Misery" được công chiếu. Cùng ngày, "Lies Greed Misery" được giới thiệu trong đoạn giới thiệu trò chơi điện tử Medal of Honor: Warfighter, được Electronic Arts tiết lộ tại E3 2012. "Castle of Glass" cũng đã được xác nhận sẽ xuất hiện trong Medal of Honor: Warfighter. "Powerless", ca khúc thứ mười hai và là ca khúc cuối cùng của album, được góp mặt trong phần kết của bộ phim Abraham Lincoln: Vampire Hunter.  Một video ca nhạc biểu diễn của "Powerless" có các cảnh trong phim đã được phát hành trên Yahoo! . MV do Timur Bekmambetov, đạo diễn của Abraham Lincoln: Vampire Hunter thực hiện. Video lời chính thức cho "Lost in the Echo" được phát hành trên trang YouTube chính thức của Linkin Park vào ngày 29 tháng 6 năm 2012. và video âm nhạc chính thức được phát hành vào ngày 4 tháng 9 năm 2012. Vào ngày 5 tháng 10 năm 2012, "Lost in the Echo" được phát hành làm đĩa đơn thứ hai của album. Vào ngày 10 tháng 10 năm 2012, Linkin Park đã phát hành video âm nhạc cho "Castle of Glass". Vào ngày 31 tháng 10 năm 2012, "Powerless" được phát hành dưới dạng đĩa đơn duy nhất trên iTunes tại Nhật Bản, mặc dù chưa có tuyên bố chính thức nào về việc "Powerless" là đĩa đơn cũng như không có bất kỳ quảng bá nào về ngày phát hành. "I'll Be Gone" được phát sóng trên đài phát thanh alternative làm đĩa đơn quảng cáo vào ngày 5 tháng 12 năm 2012, trong khi "Castle of Glass" được phát hành làm đĩa đơn thứ ba của album vào ngày 1 tháng 2 năm 2013  và cập bến đài phát thanh Hoa Kỳ vào ngày 5 tháng 1 năm 2013.

## Đón nhận

### Thương mại
Living Things ra mắt ở vị trí số một trên Billboard 200, bán được 223.000 bản, đánh bại Overexposed của Maroon 5 với 1.000 bản, theo Nielsen SoundScan, và rơi xuống vị trí thứ 5 trong tuần thứ hai trên bảng xếp hạng khi bán được 64.000 bản.  Album đã đạt vị trí thứ nhất tại mười bảy quốc gia, trở thành album xếp hạng tốt nhất của họ cho đến thời điểm đó và đã được chứng nhận Vàng ở Úc cho lô hàng ít nhất 35.000 bản, và cũng đạt chứng nhận Vàng ở Thụy Sĩ. Nó cũng ra mắt ở vị trí số một trên UK Albums Chart, bán được 41.000 bản đánh bại album của Maroon 5 một lần nữa.  Tại Canada, album cũng đứng đầu với số lượng bán ra ít nhất 20.000 bản. Tính đến năm 2014, album đã bán được 681.000 bản tại Hoa Kỳ.

### Giới phê bình đón nhận
| Đánh giá chuyên môn  | Đánh giá chuyên môn |
| Điểm trung bình      | Điểm trung bình     |
| Nguồn                | Đánh giá            |
| -------------------- | ------------------- |
| Metacritic           | 60/100              |
| Nguồn đánh giá       |                     |
| Nguồn                | Đánh giá            |
| About.com            | [ 14 ]              |
| AllMusic             | [ 51 ]              |
| The A.V. Club        | C                   |
| Entertainment Weekly | B                   |
| The Guardian         | [ 54 ]              |
| Loudwire             | [ 55 ]              |
| NME                  | 5/10                |
| The Observer         | [ 57 ]              |
| PopMatters           | 6/10                |
| Rolling Stone        | [ 59 ]              |

Khi phát hành, album đã vấp phải nhiều đánh giá trái chiều từ các nhà phê bình. Theo trang web tổng hợp đánh giá Metacritic, Living Things giữ số điểm 60 trên 100 dựa trên 15 bài đánh giá được thu thập, cho kết quả "đánh giá trái chiều đến trung bình." 
Chad Childers của Loudwire nói rằng "toàn bộ album tiếp tục mở rộng thế giới quan của họ giống như những gì người nghe cảm nhận được với A Thousand Suns, nhưng nó cũng được tăng thêm sự tức giận đã từng phổ biến trong tác phẩm đầu tiên của họ, Hybrid Theory."  Stephen Thomas Erlewine từ AllMusic đã cho rằng "cấu trúc của nó được định nghĩa, một số đoạn điệp khúc có thể lôi kéo bạn mà không cần quá nhiều nỗ lực - nhưng cả album này là một cảm xúc kéo dài, không phải chỉ có vài khoảnh khắc riêng lẻ" và kết luận rằng album là "một đĩa nhạc phim phù hợp dành cho các rap-rocker già cỗi, những người thoải mái bên ngoài nhưng trong lòng lại bồn chồn". Nhà văn Dave Simpson của The Guardian nhận xét rằng "Living Things mang tính cá nhân hơn là A Thousand Suns, với chủ đề chính là phục hồi sau những trải nghiệm đau thương. Ngoại lệ là, Burn It Down, mang đến cảm xúc phản chiến qua kiểu nhạc electro-bounce của Depeche Mode, trong khi Roads Untraveled cũng nổi bật như là một bản ballad thú tội kỳ lạ", và kết luận rằng "Living Things đáng lẽ phải thu về nhiều hơn từ cuộc phiêu lưu như vậy, nhưng họ vẫn giống như một ban nhạc đang tận hưởng một cơ hội thứ hai trong đời bất ngờ". Johan Wippsson của Melodic đã viết rằng album này "hơi thiên về pop và được tạo ra với chủ ý lên bảng xếp hạng nhiều hơn trước. Phần synthesizer hơi quá với ý đồ bắt chước Coldplay, nhưng có lẽ ban nhạc cảm thấy đã đến lúc chinh phục các bảng xếp hạng một lần nữa."  Jordan Blum của PopMatters kết luận rằng "Living Things là một tác phẩm rất tốt, đơn giản là nó không quá đặc biệt như tiền thân của nó."  Phil Mongredien từ The Observer bình luận về việc họ không chấp nhận sự cẩn thận và khen ngợi sự táo bạo của họ.
Tim Grierson tại About.com cho rằng Living Things là "một bộ sưu tập rõ ràng thể hiện thế mạnh rap-rock của họ và mặc dù nó thường hấp dẫn về mặt âm nhạc, nhưng 12 bài hát này không có đủ tác động về lâu dài. Kết quả là, đĩa nhạc cuối cùng trở thành một trải nghiệm chuyển hướng chứ không phải là lưu giữ."  Tại The AV Club, Evan Rytlewski nhận xét rằng ban nhạc "có thể giảm bớt (hoặc loại bỏ) tất cả những âm hưởng nặng nề, tuyển dụng những nhà sản xuất với kinh nghiệm chinh phục Grammy, và bắt kịp thời đại với những âm hưởng electronic mới nhất, nhưng những nước đi đó chỉ có thể giúp Linkin Park phần nào khi tất cả các bài hát của họ chỉ có những cung bậc cảm xúc của một trận đấu MMA". Một đánh giá trái chiều khác từ Hamish MacBain tại NME nói rằng "... sự xâm nhập của họ vào thể loại được họ đề cập ở đây bị giới hạn chỉ trong ba phút của 'Castle of Glass'. Phần còn lại là... nói sao nhỉ, công bằng mà nói, họ rõ ràng đã nghe một chút Skrillex, và do đó, tiếng guitar nặng nề của thời xưa đã được thay thế bằng một âm hưởng điện tử nặng nề mới..."

## Danh sách bài hát
Tất cả lời bài hát được viết bởi Chester Bennington và Mike Shinoda; tất cả nhạc phẩm được soạn bởi Linkin Park.
| STT              | Nhan đề                  | Thời lượng |
| ---------------- | ------------------------ | ---------- |
| 1.               | "Lost in the Echo"       | 3:25       |
| 2.               | "In My Remains"          | 3:20       |
| 3.               | "Burn It Down"           | 3:51       |
| 4.               | "Lies Greed Misery"      | 2:27       |
| 5.               | "I'll Be Gone"           | 3:31       |
| 6.               | "Castle of Glass"        | 3:25       |
| 7.               | "Victimized"             | 1:46       |
| 8.               | "Roads Untraveled"       | 3:49       |
| 9.               | "Skin to Bone"           | 2:48       |
| 10.              | "Until It Breaks"        | 3:43       |
| 11.              | "Tinfoil" (Instrumental) | 1:11       |
| 12.              | "Powerless"              | 3:43       |
| Tổng thời lượng: | Tổng thời lượng:         | 36:59      |

| Bài hát bổ sung phiên bản Nhật Bản | Bài hát bổ sung phiên bản Nhật Bản | Bài hát bổ sung phiên bản Nhật Bản |
| STT                                | Nhan đề                            | Thời lượng                         |
| ---------------------------------- | ---------------------------------- | ---------------------------------- |
| 13.                                | "What I've Done" (live)            | 4:07                               |
| Tổng thời lượng:                   | Tổng thời lượng:                   | 41:12                              |

| Đĩa bổ sung phiên bản lưu diễn Úc | Đĩa bổ sung phiên bản lưu diễn Úc            | Đĩa bổ sung phiên bản lưu diễn Úc |
| STT                               | Nhan đề                                      | Thời lượng                        |
| --------------------------------- | -------------------------------------------- | --------------------------------- |
| 1.                                | "In the End" (live)                          | 3:41                              |
| 2.                                | "New Divide" (live)                          | 4:30                              |
| 3.                                | "What I've Done" (live)                      | 4:06                              |
| 4.                                | "Lost in the Echo" (KillSonik Remix)         | 5:11                              |
| 5.                                | "Burn It Down" (live Rock im Park 2012)      | 4:02                              |
| 6.                                | "Lies Greed Misery" (live Rock im Park 2012) | 2:31                              |

| Living Things + DVD bổ sung (Live at Admiralspalast, Berlin, Germany) | Living Things + DVD bổ sung (Live at Admiralspalast, Berlin, Germany) | Living Things + DVD bổ sung (Live at Admiralspalast, Berlin, Germany) |
| STT                                                                   | Nhan đề                                                               | Thời lượng                                                            |
| --------------------------------------------------------------------- | --------------------------------------------------------------------- | --------------------------------------------------------------------- |
| 1.                                                                    | "Tinfoil"                                                             | 1:49                                                                  |
| 2.                                                                    | "Faint"                                                               | 3:50                                                                  |
| 3.                                                                    | "Papercut"                                                            | 3:17                                                                  |
| 4.                                                                    | "With You"                                                            | 3:37                                                                  |
| 5.                                                                    | "Given Up"                                                            | 3:49                                                                  |
| 6.                                                                    | "Blackout"                                                            | 4:45                                                                  |
| 7.                                                                    | "Somewhere I Belong"                                                  | 4:48                                                                  |
| 8.                                                                    | "New Divide"                                                          | 5:02                                                                  |
| 9.                                                                    | "Lies Greed Misery"                                                   | 2:31                                                                  |
| 10.                                                                   | "Waiting for the End"                                                 | 5:27                                                                  |
| 11.                                                                   | "Breaking the Habit"                                                  | 3:19                                                                  |
| 12.                                                                   | "Leave Out All the Rest/Shadow of the Day/Iridescent"                 | 5:46                                                                  |
| 13.                                                                   | "What I've Done"                                                      | 3:29                                                                  |
| 14.                                                                   | "One Step Closer"                                                     | 4:26                                                                  |
| 15.                                                                   | "Burn It Down"                                                        | 3:55                                                                  |
| 16.                                                                   | "In the End"                                                          | 3:41                                                                  |
| 17.                                                                   | "Numb"                                                                | 3:07                                                                  |
| 18.                                                                   | "Bleed It Out/Sabotage (Cover Beastie Boys)"                          | 5:21                                                                  |

| Living Things Remixed | Living Things Remixed                             | Living Things Remixed |
| STT                   | Nhan đề                                           | Thời lượng            |
| --------------------- | ------------------------------------------------- | --------------------- |
| 1.                    | "Burn It Down" (RAC Remix)                        | 3:38                  |
| 2.                    | "Burn It Down" (Paul van Dyk Remix)               | 8:00                  |
| 3.                    | "Burn It Down" (Swoon Remix)                      | 4:51                  |
| 4.                    | "Until It Breaks" (Datsik Remix)                  | 6:04                  |
| 5.                    | "Roads Untraveled" (Rad Omen Remix Bun B góp mặt) | 5:32                  |
| 6.                    | "Burn It Down" (Bobina Remix)                     | 5:22                  |
| 7.                    | "Until It Breaks" (Money Mark Remix)              | 4:36                  |
| 8.                    | "Powerless" (Enferno Remix)                       | 6:20                  |

## Nhân sự
| Linkin Park - Chester Bennington – ca sĩ chính - Rob Bourdon – trống, nhạc cụ gõ - Brad Delson – guitar chính, hát bè; bổ sung giọng ca cho "Until It Breaks"; synthesizer cho "Burn It Down"; sampler cho "Lies Greed Misery", "Castle of Glass" và "Victimized"; guitar acoustic cho "Castle of Glass" - Dave "Phoenix" Farrell – guitar bass, hát bè; sampler cho "Lost in the Echo", "Lies Greed Misery" và "Victimized" - Joe Hahn – Bàn xoay, synthesizer, samples, lập trình, hát bè, giám đốc sáng tạo - Mike Shinoda – hát, guitar đệm, nhạc cụ phím, piano, synthesizer; guitar chính, nhạc cụ dây và kèn cho "Castle of Glass", giám đốc sáng tạo, sản xuất, hát rap cho "Lost in the Echo", "Burn It Down", "Lies Greed Misery", "Victimized", và "Until It Breaks" Nhạc sĩ bổ sung - Owen Pallett – nhạc cụ dây cho "I'll Be Gone" | Nhân sự kỹ thuật - Rick Rubin – sản xuất - Ethan Mates – kỹ sư - Andrew Hayes – trợ lý, kỹ sư, biên tập - Brad Delson – sản xuất bổ sung - Jerry Johnson – kỹ thuật viên trống - Ryan DeMarti – điều phối sản xuất, điều phối A&R - Manny Marroquin – phối âm (trợ lý Chris Galland và Del Bowers) - Brian Gardner – mastering - Rob Cavallo – A&R - Liza Joseph – điều phối A&R - Peter Standish – giám đốc marketing - Brandon Parvini – ảnh bìa, giám đốc sáng tạo - The Uprising Creative – chỉ đạo nghệ thuật, thiết kế - Frank Maddocks – thiết kế biểu tượng LP |  |

 Nguồn: AllMusic  và tập sách Living Things .

## Bảng xếp hạng
| Bảng xếp hạng (2012)              | Vị trí cao nhất |
| --------------------------------- | --------------- |
| Australian Albums Chart           | 2               |
| Austrian Albums Chart             | 1               |
| Belgian Albums Chart (Flanders)   | 4               |
| Belgian Albums Chart (Wallonia)   | 2               |
| Canadian Albums Chart             | 1               |
| Czech Albums Chart                | 1               |
| Danish Albums Chart               | 2               |
| Dutch Albums Chart                | 1               |
| Finnish Albums Chart              | 1               |
| French Albums Chart               | 2               |
| German Albums Chart               | 1               |
| Hong Kong Albums Chart            | 2               |
| Hungarian Albums Chart            | 1               |
| Indian Albums Chart               | 1               |
| Irish Albums Chart                | 2               |
| Italian Albums Chart              | 1               |
| Japanese Albums Chart             | 2               |
| Mexican Albums Chart              | 5               |
| New Zealand Albums Chart          | 1               |
| Norwegian Albums Chart            | 3               |
| Polish Albums Chart               | 1               |
| Portuguese Albums Chart           | 1               |
| Russian Albums Chart              | 1               |
| Scottish Albums Chart             | 2               |
| Slovakian Albums Chart            | 1               |
| South African Albums Chart        | 5               |
| South Korean Albums Chart         | 4               |
| Spanish Albums Chart              | 2               |
| Swedish Albums Chart              | 6               |
| Swiss Albums Chart                | 1               |
| Taiwanese Albums Chart            | 1               |
| UK Albums Chart                   | 1               |
| Album Anh Quốc Rock & Metal (OCC) | 1               |
| US Billboard 200                  | 1               |
| US Rock Albums                    | 1               |
| US Alternative Albums             | 1               |
| US Hard Rock Albums               | 1               |

| Bảng xếp hạng (2017)  | Vị trí cao nhất |
| --------------------- | --------------- |
| Album Úc (ARIA)       | 40              |
| Croatian Albums (HDU) | 37              |
| Album Ba Lan (ZPAV)   | 31              |

| Bảng xếp hạng (2012)            | Vị trí |
| ------------------------------- | ------ |
| Australian Albums Chart         | 49     |
| Austrian Albums Chart           | 21     |
| Belgian Albums Chart (Flanders) | 84     |
| Belgian Albums Chart (Wallonia) | 44     |
| Canadian Albums Chart           | 44     |
| Dutch Albums Chart              | 73     |
| Finnish Albums Chart            | 40     |
| French Albums (SNEP)            | 48     |
| German Albums Chart             | 10     |
| Hungarian Albums Chart          | 62     |
| Italian Albums Chart            | 46     |
| New Zealand Albums Chart        | 29     |
| Russian Albums Chart            | 12     |
| Swiss Albums Chart              | 14     |
| UK Albums Chart                 | 92     |
| US Billboard 200                | 40     |
| US Rock Albums                  | 9      |
| US Alternative Albums           | 9      |
| US Hard Rock Albums             | 2      |

| Bảng xếp hạng (2013) | Vị trí |
| -------------------- | ------ |
| Swiss Albums Chart   | 98     |
| US Hard Rock Albums  | 20     |

| Bảng xếp hạng (2014) | Vị trí |
| -------------------- | ------ |
| Indian Albums (IMI)  | 89     |

### Đĩa đơn
| "Burn It Down"                                                                             | 2012 | 30 | 1  | 1 | 41 | 10 | 2  | 43 | 13 | 12 | 27  |
| "Lost in the Echo"                                                                         | 2012 | 95 | 12 | 7 | —  | —  | 68 | —  | —  | —  | 175 |
| "Powerless"                                                                                | 2012 | —  | —  | — | —  | —  | —  | —  | —  | —  | —   |
| "Castle of Glass"                                                                          | 2013 | —  | 16 | — | —  | 2  | 10 | —  | —  | 17 | —   |
| "—" biểu thị đĩa nhạc không được xếp hạng hoặc không được phát hành tại khu vực tương ứng. |      |    |    |   |    |    |    |    |    |    |     |

### Các bài hát được xếp hạng khác
| Tên                                                                                        | Năm  | Vị trí cao nhất trên bảng xếp hạng | Vị trí cao nhất trên bảng xếp hạng | Vị trí cao nhất trên bảng xếp hạng |
| Tên                                                                                        | Năm  | US Hard Rock                       | GER                                | UK Rock                            |
| ------------------------------------------------------------------------------------------ | ---- | ---------------------------------- | ---------------------------------- | ---------------------------------- |
| "In My Remains"                                                                            | 2012 | —                                  | 83                                 | 10                                 |
| "I'll Be Gone"                                                                             | 2012 | 4                                  | —                                  | 26                                 |
| "—" biểu thị đĩa nhạc không được xếp hạng hoặc không được phát hành tại khu vực tương ứng. |      |                                    |                                    |                                    |

## Chứng nhận
| Quốc gia | Chứng nhận  | Số đơn vị/doanh số chứng nhận |
| --- | ----------- | ----------------------------- |
| Úc (ARIA) | Gold        | 35.000^                       |
| Áo (IFPI Áo) | Platinum    | 20.000*                       |
| Đan Mạch (IFPI Đan Mạch) | Gold        | 10,000‡                       |
| Phần Lan (Musiikkituottajat) | Gold        | 12,032                        |
| Pháp (SNEP) | Platinum    | 100.000*                      |
| Đức (BVMI) | 2× Platinum | 600.000‡                      |
| India (IMI) | 2× Gold     | 72,000^                       |
| Ý (FIMI) | Platinum    | 50.000‡                       |
| Nhật Bản (RIAJ) | Gold        | 100.000^                      |
| New Zealand (RMNZ) | Gold        | 7.500^                        |
| Ba Lan (ZPAV) | Gold        | 10.000*                       |
| Nga (NFPF) | Gold        | 5.000*                        |
| Thụy Sĩ (IFPI) | Platinum    | 30.000^                       |
| Anh Quốc (BPI) | Gold        | 100.000^                      |
| Hoa Kỳ (RIAA) | Platinum    | 1.000.000‡                    |
| Tổng hợp |             |                               |
| Thế giới (2012) | —           | 1,700,000                     |
| * Chứng nhận dựa theo doanh số tiêu thụ. ^ Chứng nhận dựa theo doanh số nhập hàng. ‡ Chứng nhận dựa theo doanh số tiêu thụ và phát trực tuyến. |             |                               |

## Lịch sử phát hành
| Khu vực                                 | Ngày                | Hãng đĩa     | Định dạng       | Danh mục số   |
| --------------------------------------- | ------------------- | ------------ | --------------- | ------------- |
| Nhật Bản                                | 20 tháng 6 năm 2012 | Warner Bros. | CD              | WPCR-14496    |
| Nga                                     | 21 tháng 6 năm 2012 | Warner Bros. | CD              | 4690355004127 |
| Ukraina                                 | 21 tháng 6 năm 2012 | Warner Bros. | CD              |               |
| Belarus                                 | 21 tháng 6 năm 2012 | Warner Bros. | CD              |               |
| Kazakhstan                              | 21 tháng 6 năm 2012 | Warner Bros. | CD              |               |
| Australia                               | 22 tháng 6 năm 2012 | Warner Bros. | CD, kỹ thuật số | 9362495048    |
| Áo                                      | 22 tháng 6 năm 2012 | Warner Bros. | CD, kỹ thuật số | 9362495048    |
| Bỉ                                      | 22 tháng 6 năm 2012 | Warner Bros. | CD, kỹ thuật số | 9362495048    |
| Croatia                                 | 22 tháng 6 năm 2012 | Warner Bros. | CD, kỹ thuật số | 9362495048    |
| Đức                                     | 22 tháng 6 năm 2012 | Warner Bros. | CD, kỹ thuật số | 9362495048    |
| Hy Lạp                                  | 22 tháng 6 năm 2012 | Warner Bros. | CD, kỹ thuật số | 9362495048    |
| Ấn Độ                                   | 22 tháng 6 năm 2012 | Warner Bros. | CD              | 9362495048    |
| Đảo Ireland                             | 22 tháng 6 năm 2012 | Warner Bros. | CD, kỹ thuật số | 9362495048    |
| Ý                                       | 22 tháng 6 năm 2012 | Warner Bros. | CD, kỹ thuật số | 9362495048    |
| Hà Lan                                  | 22 tháng 6 năm 2012 | Warner Bros. | CD, kỹ thuật số | 9362495048    |
| New Zealand                             | 22 tháng 6 năm 2012 | Warner Bros. | CD, kỹ thuật số | 9362495048    |
| Na Uy                                   | 22 tháng 6 năm 2012 | Warner Bros. | CD, kỹ thuật số | 9362495048    |
| Singapore                               | 22 tháng 6 năm 2012 | Warner Bros. | CD              | 495048TS      |
| Slovakia                                | 22 tháng 6 năm 2012 | Warner Bros. |                 | 9362495048    |
| Thụy Sĩ                                 | 22 tháng 6 năm 2012 | Warner Bros. | CD, kỹ thuật số | 9362495048    |
| Malaysia                                | 24 tháng 6 năm 2012 | Warner Bros. | CD, kỹ thuật số | 9362495048    |
| Đan Mạch                                | 25 tháng 6 năm 2012 | Warner Bros. | CD, kỹ thuật số | 9362495048    |
| Pháp                                    | 25 tháng 6 năm 2012 | Warner Bros. | CD, kỹ thuật số | 9362495048    |
| Ba Lan                                  | 25 tháng 6 năm 2012 | Warner Bros. | CD, kỹ thuật số | 9362495048    |
| Bồ Đào Nha                              | 25 tháng 6 năm 2012 | Warner Bros. | CD, kỹ thuật số | 9362495048    |
| Vương quốc Liên hiệp Anh và Bắc Ireland | 25 tháng 6 năm 2012 | Warner Bros. | CD, kỹ thuật số | 9362495007    |
| Brasil                                  | 26 tháng 6 năm 2012 | Warner Bros. | CD, kỹ thuật số |               |
| Canada                                  | 26 tháng 6 năm 2012 | Warner Bros. | CD, kỹ thuật số | 9362495048    |
| Chile                                   | 26 tháng 6 năm 2012 | Warner Bros. | CD              | 9362495048    |
| México                                  | 26 tháng 6 năm 2012 | Warner Bros. | CD, kỹ thuật số | 93624950486   |
| Thổ Nhĩ Kỳ                              | 26 tháng 6 năm 2012 | Warner Bros. | CD, kỹ thuật số | 9362495048    |
| Hoa Kỳ                                  | 26 tháng 6 năm 2012 | Warner Bros. | CD, kỹ thuật số | 9362495048    |
| Argentina                               | 27 tháng 6 năm 2012 | Warner Bros. | CD              |               |
| Phần Lan                                | 27 tháng 6 năm 2012 | Warner Bros. | CD, kỹ thuật số | 9362495048    |
| Israel                                  | 4 tháng 7 năm 2012  | Warner Bros. | CD              | 9362495048    |

## Living Things (Acapellas and Instrumentals)
Living Things (Acapellas and Instrumentals) là album nhạc cụ và a capella đầu tiên được thực hiện bởi ban nhạc rock Mỹ Linkin Park, trích từ album phòng thu thứ năm Living Things . Album được phát hành trên iTunes, và được phát hành thông qua Warner Bros. và Machine Shop vào ngày 25 tháng 6 năm 2012, nó được sản xuất bởi Rick Rubin và Mike Shinoda. Album này được phát hành trước khi phát hành Living Things vào ngày 26 tháng 6 năm 2012. Album được Linkin Park phát hành sau khi Shinoda nghe tất cả các bản phối lại các bài hát của họ bởi các nhà sản xuất khác và nó đã được xác nhận trên trang web chính thức của họ.

### Danh sách bài hát
| STT              | Nhan đề                              | Thời lượng |
| ---------------- | ------------------------------------ | ---------- |
| 1.               | "Lost in the Echo" (Instrumental)    | 3:25       |
| 2.               | "In My Remains" (Instrumental)       | 3:20       |
| 3.               | "Burn It Down" (Instrumental)        | 3:50       |
| 4.               | "Lies Greed Misery" (Instrumental)   | 2:26       |
| 5.               | "I'll Be Gone" (Instrumental)        | 3:32       |
| 6.               | "Castle of Glass" (Instrumental)     | 3:25       |
| 7.               | "Victimized" (Instrumental)          | 1:48       |
| 8.               | "Roads Untraveled" (Instrumental)    | 3:50       |
| 9.               | "Skin to Bone" (Instrumental)        | 2:48       |
| 10.              | "Until It Breaks" (Instrumental)     | 3:55       |
| 11.              | "Tinfoil / Powerless" (Instrumental) | 5:03       |
| 12.              | "Lost in the Echo" (A cappella)      | 2:56       |
| 13.              | "In My Remains" (A cappella)         | 2:43       |
| 14.              | "Burn It Down" (A cappella)          | 2:56       |
| 15.              | "Lies Greed Misery" (A cappella)     | 2:14       |
| 16.              | "I'll Be Gone" (A cappella)          | 2:59       |
| 17.              | "Castle of Glass" (A cappella)       | 2:49       |
| 18.              | "Victimized" (A cappella)            | 1:14       |
| 19.              | "Roads Untraveled" (A cappella)      | 3:11       |
| 20.              | "Skin to Bone" (A cappella)          | 2:37       |
| 21.              | "Until It Breaks" (A cappella)       | 3:43       |
| 22.              | "Powerless" (A cappella)             | 3:26       |
| Tổng thời lượng: | Tổng thời lượng:                     | 1:08:12    |